# バラ科
バラ科（バラか、Rosaceae）は、バラ目に属する植物の科の一つ。およそ90属2500種を含む。牧野 (1940) などはイバラ科としている。

## 特徴
科名の由来であるバラを始め、野草・栽培種とも多彩な種を含む。花弁・がくは5枚、雄蕊は10本ないし多数あり、雌蕊は1本のものから多数分立するものまで多様。葉は単葉または複葉で根元に托葉がある。
サクラ、ウメ、モモなど日本で古くから親しまれている花木類、また、イチゴ、リンゴ、ナシ、ビワ、カリンなど果実、アーモンドなど種子が食用であるものも多い。
バラ科のうちリンゴ属やナシ属などの仁果様の果実（種とそれを包む芯をさらに果肉が包む構造の果実）を収穫するものを仁果類という。
バラ科の食物はアレルギー症状が現れる場合がある。詳しくは口腔アレルギー症候群を参照。

## 分類
3亜科に分けられる。
- バラ亜科 Rosoideae - 心皮は多数分立し（雌蕊が多数）、花托（茎に由来しイチゴの食用部分にあたる）の上に乗る。各心皮が痩果（イチゴなど）あるいは小核果（キイチゴ、バラなど）を作る。
  - シモツケソウ属 Filipendula - オニシモツケ
  - キイチゴ属 Rubus - クマイチゴ・ビロードイチゴ
  - Colurieae
    - ダイコンソウ属 Geum
    - コキンバイ属 Waldsteinia

  - ワレモコウ連 Sanguisorbeae
    - アカエナ属 Acaena[9]
    - キンミズヒキ属 Agrimonia[9]
    - Aremonia[9] - A. agrimonoides およびその亜種 A. a. subsp. pouzarii
    - Bencomia[9]
    - Cliffortia[9]
    - Dendriopoterium[9] - D. menendezii、D. pulidoi
    - ハーゲニア属 Hagenia[9] - コソノキ (H. abyssinica)
    - Leucosidea[9] - L. sericea
    - Marcetella[9] - M. maderensis、M. moquiniana
    - Margyricarpus[9] - M. pinnatus
    - Polylepis[9]
    - Poteridium[9]
    - Poterium[9]
    - ワレモコウ属 Sanguisorba[9] - ワレモコウ
    - Sarcopoterium[9] - S. spisosum
    - Spenceria[9] - S. ramalana

  - バラ属 Rosa - バラ、ハマナス
  - キジムシロ連 Potentilleae
    - キジムシロ属 Potentilla - キジムシロ
    - オランダイチゴ属（イチゴ属, フラガリア属） Fragaria - ノウゴウイチゴ
- チョウノスケソウ亜科 Dryadoideae
  - チョウノスケソウ属 Dryas
- モモ亜科 Amygdaloideae （シモツケ亜科 Spiraeoideae、ナシ亜科 Pyroideae、リンゴ亜科 Maloideae、スモモ亜科 Prunoideae はモモ亜科 Amygdaloideaeに統合された。） - 雌蕊は1ないし数個あり、袋果または朔果を作る。
  - モモ連 Amygdaleae - 子房上位の核果で種子を1個含む。
    - サクラ属（スモモ属）Prunus - アーモンド、アンズ、ウメ、サクラ、スモモ、モモ、キクモモ、サクランボ

  - Lyonothamnus
  - Neillieae
    - テマリシモツケ属（フィソカルプス属） Physocarpus
    - コゴメウツギ属 Stephanandra - コゴメウツギ

  - ヤマブキ連 Kerrieae
    - シロヤマブキ属 Rhodotypos -シロヤマブキ
    - ヤマブキ属 Kerria -ヤマブキ

  - Osmaronieae
    - ヤナギザクラ属（エクソコルダ属） Exochorda
    - Prinsepia - ヘンカクボク(扁核木) Prinsepia utilis

  - ホザキナナカマド連 Sorbarieae
    - ホザキナナカマド属 Sorbaria

  - シモツケ連 Spiraeeae
    - ヤマブキショウマ属 Aruncus
    - シモツケ属 Spiraea - ユキヤナギ

  - ギレニア属 Gillenia
  - ナシ連 Pyreae （リンゴ連 Maleae） - 子房下位で、リンゴやナシの食用部分は花托であり、芯が果実に当たる。
    - ナシ亜連 Pyrinae （リンゴ亜連 Malinae） 
      - ザイフリボク属 Amelanchier - ザイフリボク
      - アズキナシ属 Aria - アズキナシ
      - アロニア属 Aronia
      - ボケ属 Chaenomeles - ボケ、カリン
      - コトネアスター属（シャリントウ属） Cotoneaster
      - サンザシ属 Crataegus - サンザシ
      - マルメロ属 Cydonia
      - ビワ属 Eriobotrya - ビワ
      - リンゴ属 Malus - リンゴ
      - テンノウメ属 Osteomeles
      - カナメモチ属 Photinia（カマツカ属 Pourthiaeaを含む） - カナメモチ、カマツカ
      - トキワサンザシ属 Pyracantha - トキワサンザシ、タチバナモドキ
      - ナシ属 Pyrus - ナシ
      - シャリンバイ属 Rhaphiolepis - シャリンバイ
      - ナナカマド属 Sorbus - ナナカマド